# Спайдър-Мен: Новият анимационен сериал
„Спайдър-Мен: Новият анимационен сериал“ (на английски: Spider-Man: The New Animated Series) е американски анимационен сериал с участието на един от най-известните супергерои на „Марвел Комикс“ – Спайдър-Мен. Излъчването му трае само един сезон от 13 епизода, започвайки от 11 юли 2003 г.

## „Спайдър-Мен: Новият анимационен сериал“ в България
Всичките 13 епизода на сериала, преведен просто „Спайдър-Мен“, са излъчени за пръв път в България по AXN с български субтитри през зимата на 2004 г.
Сериалът е излъчен и по Нова телевизия в края на лятото на 2005 г., всяка неделя от 09:00, озвучен на български. През 2006 г. тринайсетте епизода се излъчват между февруари и април с разписание в събота от 09:30. Повторенията започват на 3 февруари 2007 г., всяка събота от 09:30 и приключват на 28 април. Заглавието също е превено като „Спайдър-Мен“. Ролите се озвучават от артистите Ани Василева, Иван Танев и Силви Стоицов.
На 12 януари 2013 г. започва повторно по bTV Action, по програма всяка събота от 07:30 по три епизода и в неделя от 06:00 по пет, а също така и от понеделник до петък от 06:00 по три епизода. Това излъчване завършва на 26 януари. Дублажът е записан наново. Ролите се озвучават от артистите Мими Йорданова, Ева Данаилова, Христо Димитров, Иван Петков и Христо Бонин.
„Съни Филмс“ издава сериала на VHS под името „Спайдър-Мен: Новите анимационни серии“ през 2004 г. Дублажът е на „Доли Медия Студио“. Ролите се озвучават от артистите Живка Донева, Александър Воронов и Кристиян Фоков.